# Hurricanes de Montpellier
Stade
Maillots
Saison en cours
Les Hurricanes de Montpellier sont un club sportif français de football américain basée à Montpellier dans l'Hérault (sud de la France).
Le club propose trois disciplines différentes, le cheerleading, le flag football et le football américain.
L'équipe de football américain évolue dans la conférence sud de la division 3 du championnat organisé par la Fédération Française de Football Américain (FFFA). Elle a remporté, en 2007 et en 2015, le trophée du Casque d'Argent en tant que champion de la division 3 de football américain.
Depuis 2018, elle joue ses matchs à domicile au Stade Sabathé.

## Histoire

### 2005 - 2010
Le club des Hurricanes de Montpellier est fondé fin 2005 à la suite de la fusion entre les clubs des Mustangs de Montpellier et des Félins de Juvignac.
L’équipe fait ses débuts en compétition officielle en 2007 en participant au championnat de la division 3. Les Hurricanes remportent le titre après avoir battu l’équipe réserve des Flash de La Courneuve en finale. Cette victoire permet au club d'accéder à la division 2 en 2008.
Les Hurricanes vivent un début compliqué et difficile en division 2, terminant chaque fois dans la seconde partie du classement.

### 2010 - 2019

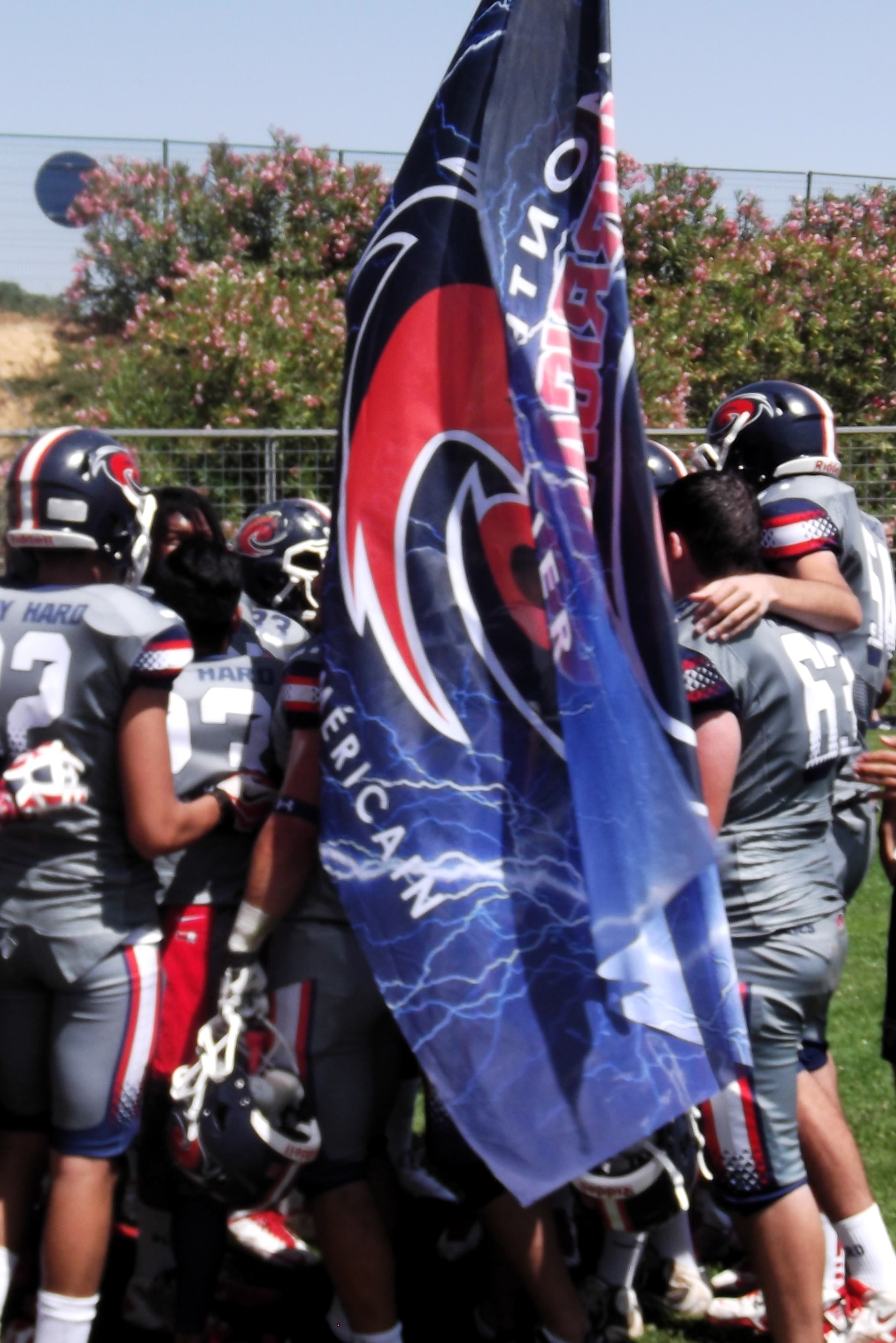
Hurricanes Montpellier drapeau demi-finale en 2014.

En juillet 2010, un nouveau bureau présidé par Dario Viallet est constitué. L'ancien bureau dissout, de nombreux joueurs quittent l'équipe. Pour pallier cet exode et améliorer les résultats sportifs, le nouveau bureau décide de faire appel à deux joueurs étrangers.
C'est en janvier 2011, avant le début du championnat, que deux joueurs américains, Steve Smith (quarterback de l'Université de Redlands) et Brian Davilla (receveur des Oregon State Beavers) viennent renforcer pour une saison les Hurricanes. Ils transmettent également leur expérience pour l'entraînement des équipes cadets, juniors et seniors.
Sous leurs impulsions, les cadets se qualifient pour les séries éliminatoires en battant les Ours de Toulouse (18-6 et 32-0). Les seniors débutent leur saison en battant facilement en déplacement les Centurions de Nîmes lors de la première journée (26-12) du championnat de deuxième division. Ils finissent l'année avec huit victoires et deux défaites mais ratent de peu les séries éliminatoires.
Malgré deux nouveaux imports américains, les deux années suivantes sont plus difficiles avec des saisons à 2-8 et 0-1-9. Le bureau et le staff des entraîneurs ne réussissent pas à retenir les meilleurs joueurs. Le bureau décide de redescendre en troisième division à la suite de difficultés financières ainsi qu'à l'exode de joueurs vers d'autres clubs. Cette descente va permettre l'intégration des juniors ce qui donnera un nouveau souffle à l'équipe senior. Les Hurricanes gagnent leurs quatre premiers matchs avec un écart moyen de 45 points. La fin de saison et les années qui suivent restent mitigées, l'équipe se classant entre le bas et le milieu de tableau.
En juin 2015, les Hurricanes remportent un nouveau titre de champion de la division 3 (trophée du Casque d'Argent) en battant 38-21 le Flash de La Courneuve (lien vidéo ). Cette victoire permet aux montpelliérains d'être promus en division 2. Pour la saison 2016, le club ne reçoit pas de subventions de la métropole car il n’évolue pas en Élite (1er division).
En septembre 2018, le retour de coach Yannick Lecroart et de son staff apportent le renouveau au club. C'est une saison exceptionnelle pour les Hurricanes qui ne perdent aucun match durant la saison régulière du championnat de Division 2 (10 victoires). La phase finale donne des matchs très disputés. C'est en finale de conférence que les Hurricanes concèdent leur première et unique défaite de la saison, ce qui les prive de la finale décernant le trophée du Casque d'Or.
Ce résultat permet Hurricanes d'accéder pour la première fois de leur histoire au championnat de France Élite de football américain.

### 2019 - 2022
Le premier match de la saison 2019 de la division 1 se joue à domicile contre les Black Panthers de Thonon-les-Bains. Pour cette saison, un nouveau bureau a été constitué. Cependant très rapidement, à la suite du désistement du président en place, la secrétaire du club, Marie Lafaye, est nommée présidente par intérim. Elle est élue présidente la saison suivante et le club recrute Arnaud Vidaller pour le poste d'entraîneur principal de l'équipe senior.[réf. nécessaire]
Cependant, la pratique du football américain en France est interdite à la suite de la pandémie de Covid-19 afin de respecter les gestes barrière et réduire la propagation du virus. Le 17 mars 2020, le confinement est annoncé par le président de la République française. La FFFA, après avoir d'abord suspendu la saison 2019-2020, l'annule par la suite. Il en va de même pour la saison 2021.[réf. nécessaire]
La reprise de la pratique du football américain se fait en 2022. Les Hurricanes ont une saison difficile terminant avec un bilan de 9 défaites pour une seule victoire.[réf. nécessaire]
L'équipe de flag football des Hurricanes se fait remarquer lors de la finale du championnat de France 2022, finissant à la deuxième place de la compétition.[réf. nécessaire]

### Depuis 2022
En juillet 2022, un nouveau bureau est constitué, son président Julien Roque mettant en place un nouveau projet de relance. Avec son élection, de nombreux anciens joueurs ayant quitté le club décident de revenir. Le bureau sollicite une relégation en division 3 afin de stabiliser les finances et pour dynamiser le côté sportif au sein du club. Un nouveau staff coaching est mise en place avec à sa tête Julien Roque. Les Hurricanes font une saison moyenne avec 4 victoires et 4 défaites.[réf. nécessaire]
L'équipe de cheerleading des Hurricanes, pour sa seconde participation, remporte la 3e place de l'Open International de Lyon 2023 en catégorie coed level 3.

## Composition du club

### Les Présidents
- Depuis 2022 : Julien Roque
- 2019-2022 : Marie Lafaye
- 2019 : Franck Levinet
- 2010-2019: Dario Viallet
- 2008-2010 : Véronique Faure
- 2007-2008 : Michel Lanau

### Les équipes
- une équipe de football américain seniors évoluant en D3
- une équipe de football américain universitaire
- une équipe de football américain junior - U20
- une équipe de football américain cadet - U17
- une équipe de cheerleading senior - Thunder
- une équipe de cheerleading junior - Storm
- une équipe de mini cheer - Tornado
- une équipe de flag football

## Palmarès

### Football américain

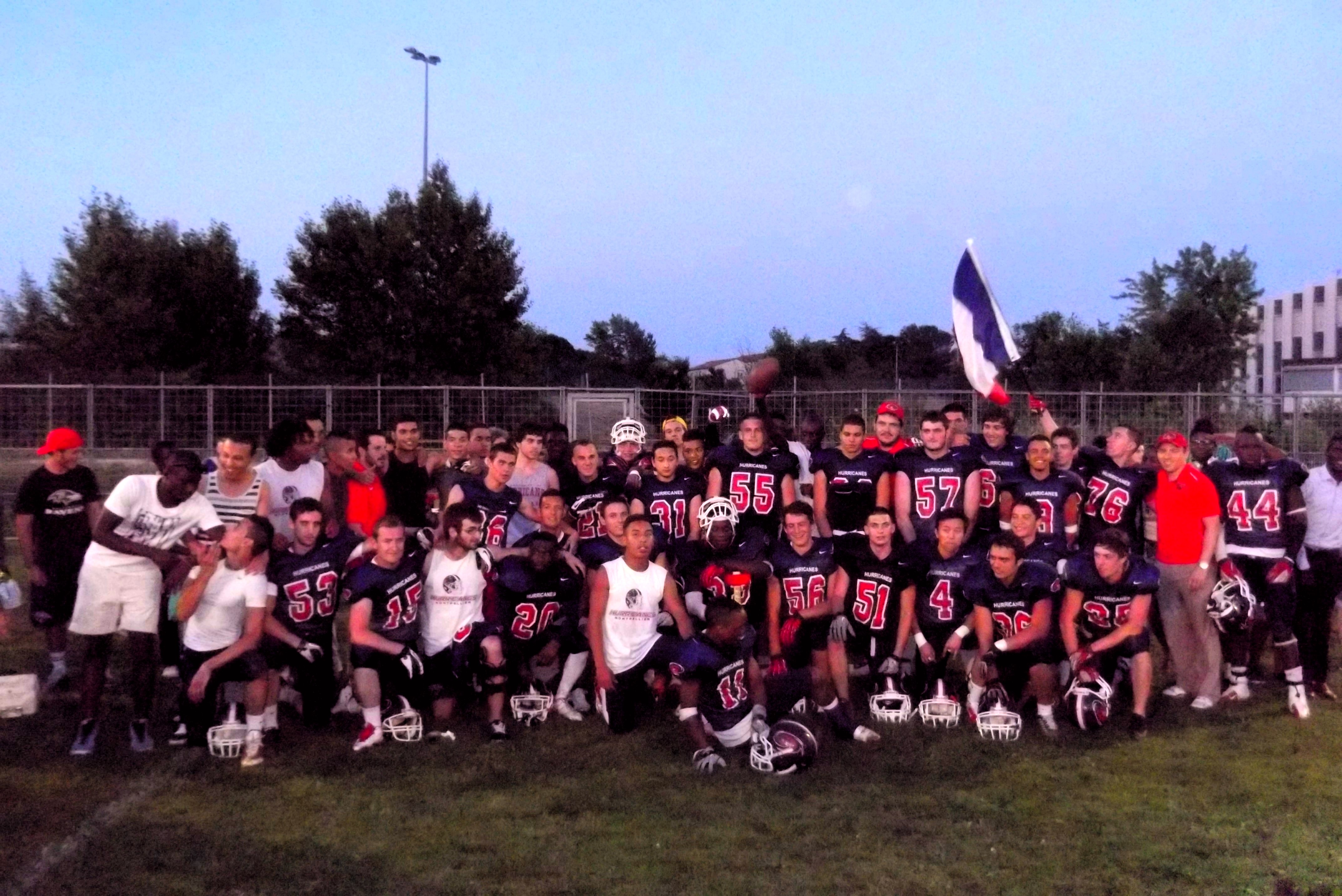
Hurricanes Montpellier champions de France juniors 2013.

#### Seniors
- D3 (casque d’argent) :
  - Champion D3 : 2007, 2015[6].

#### Juniors U20
- Championnat du Languedoc-Roussillon :
  - Champion : 2007
- Championnat de France à 9 :
  - Champion : 2013[7],[8] et 2014[9]

### Flag football
- Championnat de France
  - 2022 : 2e place

### Cheerleading
- Open International de Lyon
  - 2023 : 3e place

### Saison par saison
| Palmarès | Palmarès | Palmarès                                         | Palmarès | Palmarès | Palmarès | Palmarès | Palmarès | Palmarès | Palmarès |
| -------- | -------- | ------------------------------------------------ | -------- | -------- | -------- | -------- | -------- | -------- | -------- |
| Saison   | Division | Résultat                                         | M.J.     | V        | N        | D        | FF       | PP       | PC       |
| 2007     | D3       | Champion de D3                                   | 8        | 7        | 0        | 1        | 2        | 252      | 100      |
| 2008     | D2       | Non qualifié pour les PO                         | 5        | 1        | 0        | 4        | 0        | ?        | ?        |
| 2009     | D2       | Non qualifié pour les PO                         | 10       | 3        | 0        | 7        | 0        | ?        | ?        |
| 2010     | D2       | Non qualifié pour les PO                         | 10       | 1        | 0        | 9        | 0        | 98       | 286      |
| 2011     | D2       | Non qualifié pour les PO                         | 10       | 8        | 0        | 2        | 0        | 262      | 174      |
| 2012     | D2       | Non qualifié pour les PO                         | 10       | 2        | 0        | 7        | 1        | 171      | 202      |
| 2013     | D2       | Relégation                                       | 10       | 0        | 1        | 9        | 0        | 92       | 350      |
| 2014     | D3       | Battu en 1/2 finale de conférence Sud            | 8        | 8        | 0        | 0        | 0        | 397      | 89       |
| 2015     | D3       | Champion de D3                                   | 7        | 4        | 1        | 2        | 0        | 196      | 92       |
| 2016     | D2       | Non qualifié pour les PO                         | 10       | 4        | 1        | 2        | 0        | 200      | 137      |
| 2017     | D2       | Battu en 1/2 Finale de Conférence Sud            | 9        | 4        | 0        | 5        | 0        | 216      | 146      |
| 2018     | D2       | Battu en Finale de Conférence Sud                | 10       | 9        | 1        | 0        | 0        | 272      | 81       |
| 2019     | D1       | Battu en Wildcard                                | 10       | 5        | 0        | 5        | 0        | 242      | 300      |
| 2020     | D1       | Championnat arrêté après deux matches (Covid-19) | 2        | 0        | 0        | 2        | 0        | 31       | 117      |
| 2021     | D1       | Championnat annulé (Covid-19)                    | -        | -        | -        | -        | -        | -        | -        |
| 2022     | D1       | Non qualifié pour les PO                         | 10       | 1        | 0        | 9        | 0        | 136      | 415      |
| 2023     | D3       | Non qualifié pour les PO                         | 8        | 4        | 0        | 4        | 0        | 204      | 158      |

## Identitité visuelle

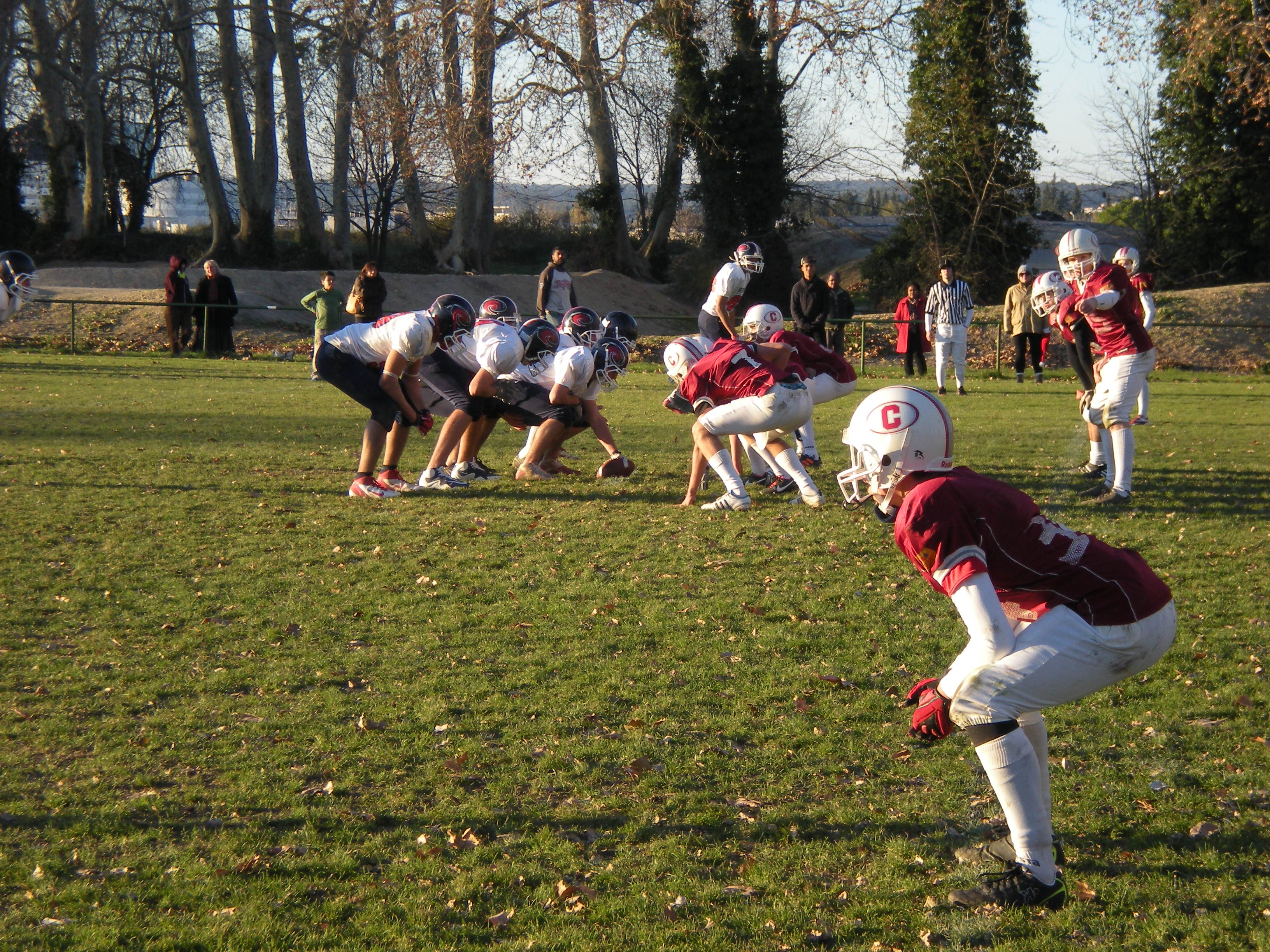
Centurions Nîmes (en rouge) vs Hurricanes (en blanc) en cadets (U17), la Bastide (30).
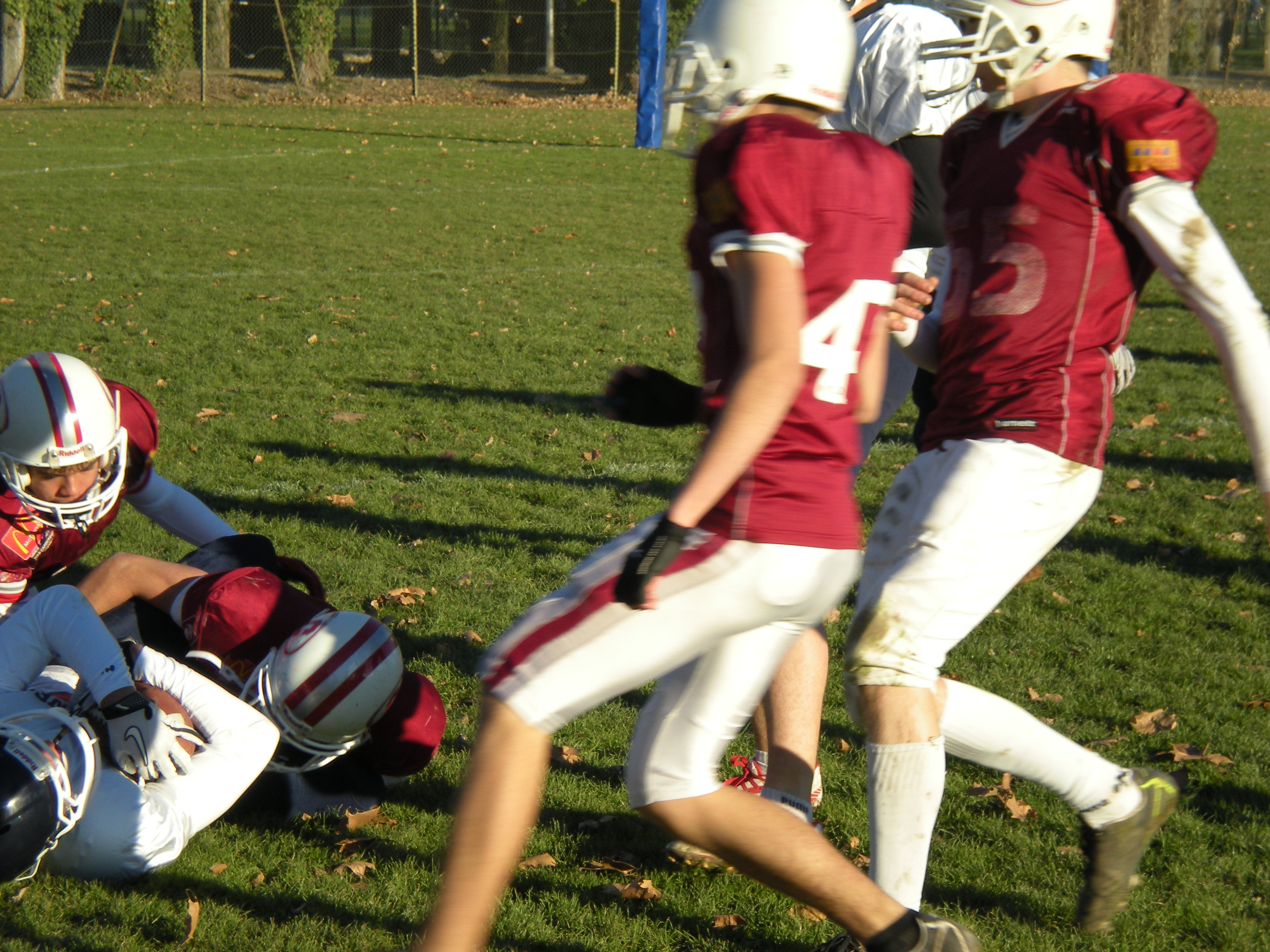
Centurions Nîmes vs Hurricanes en U17, complexe sportif de la Bastide (30).
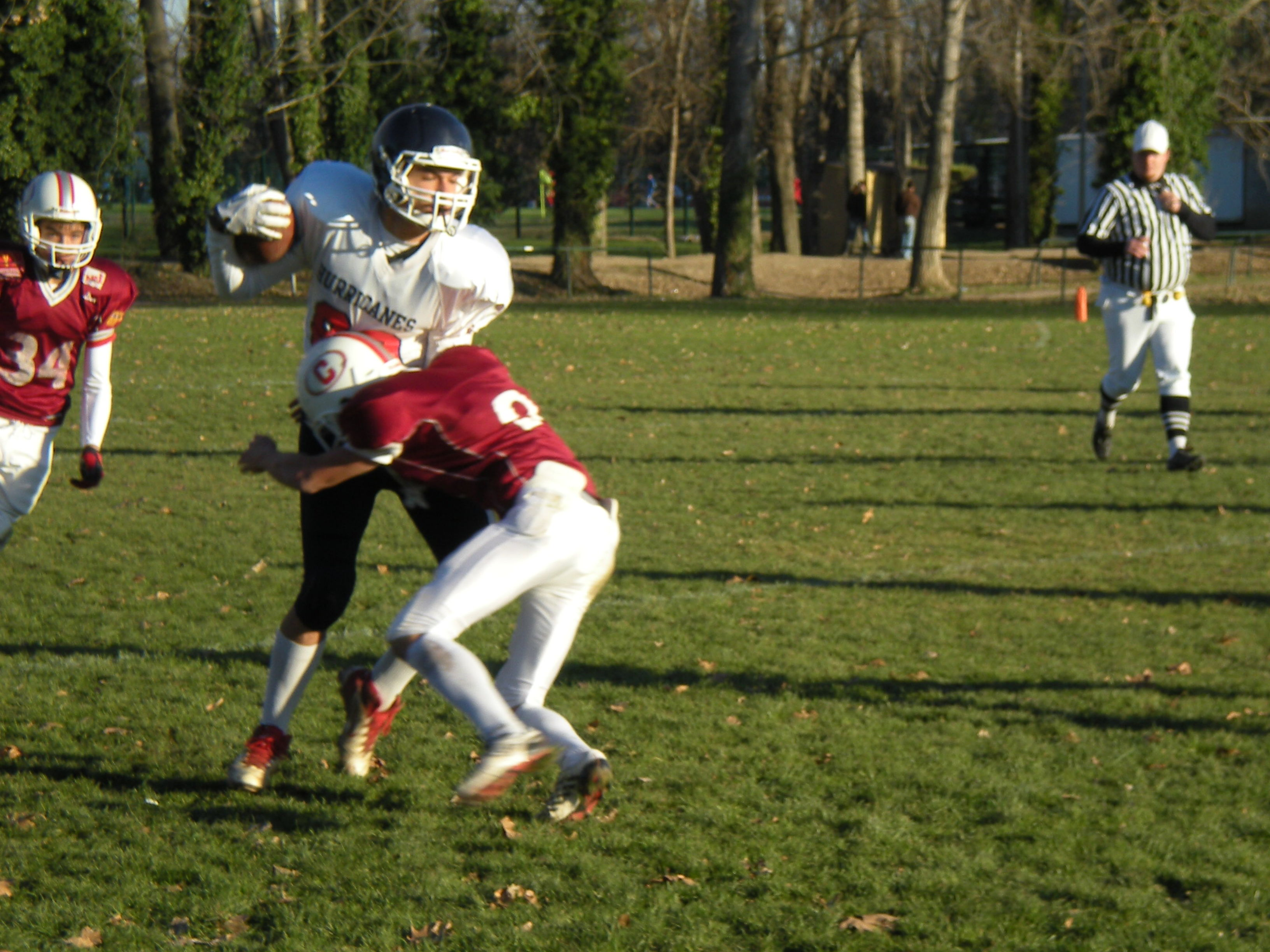
Centurions (en rouge) vs Hurricanes (en blanc) en U17, plaquage.
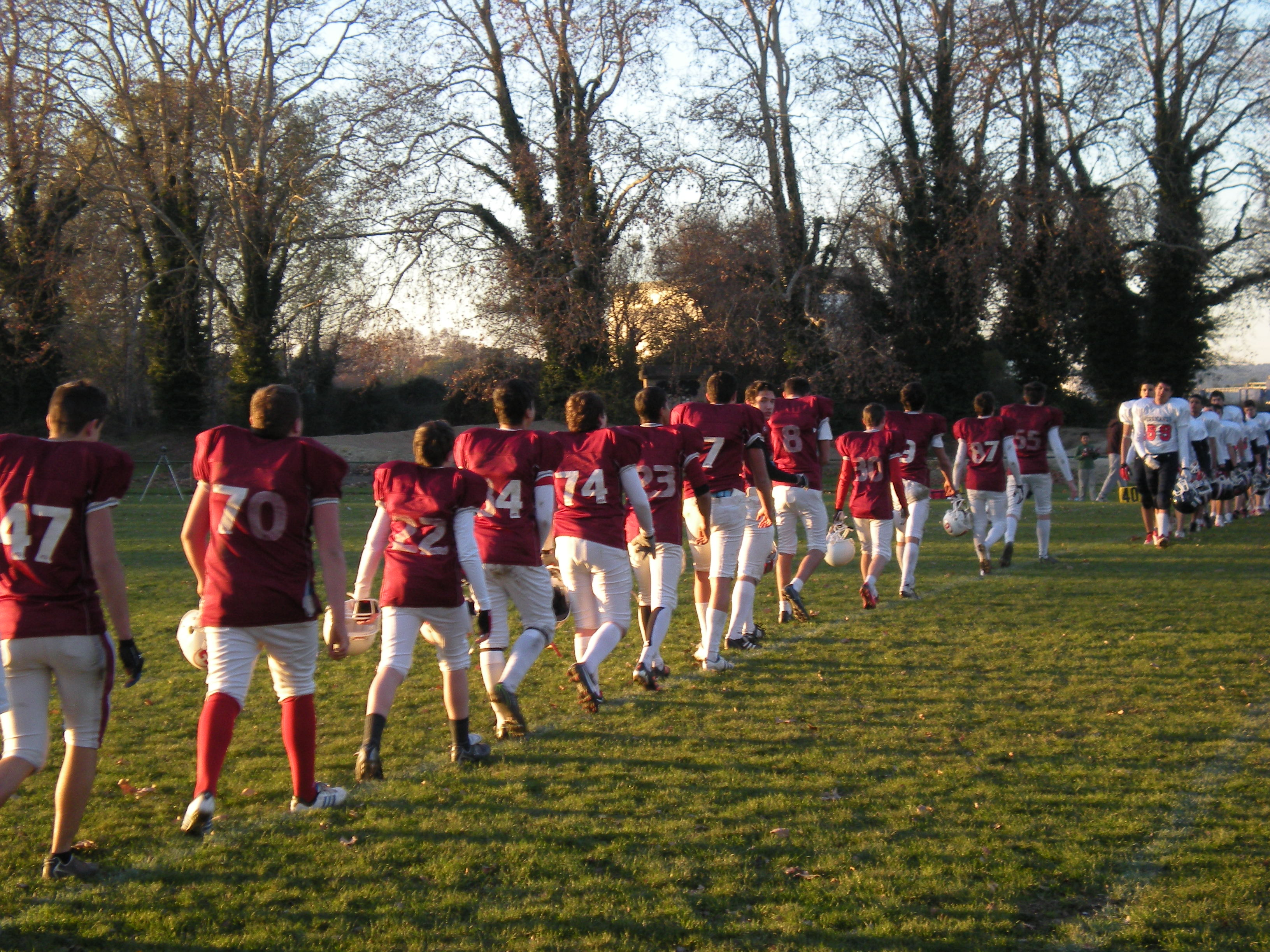
Centurions vs Hurricanes en U17, salutations en fin de match.
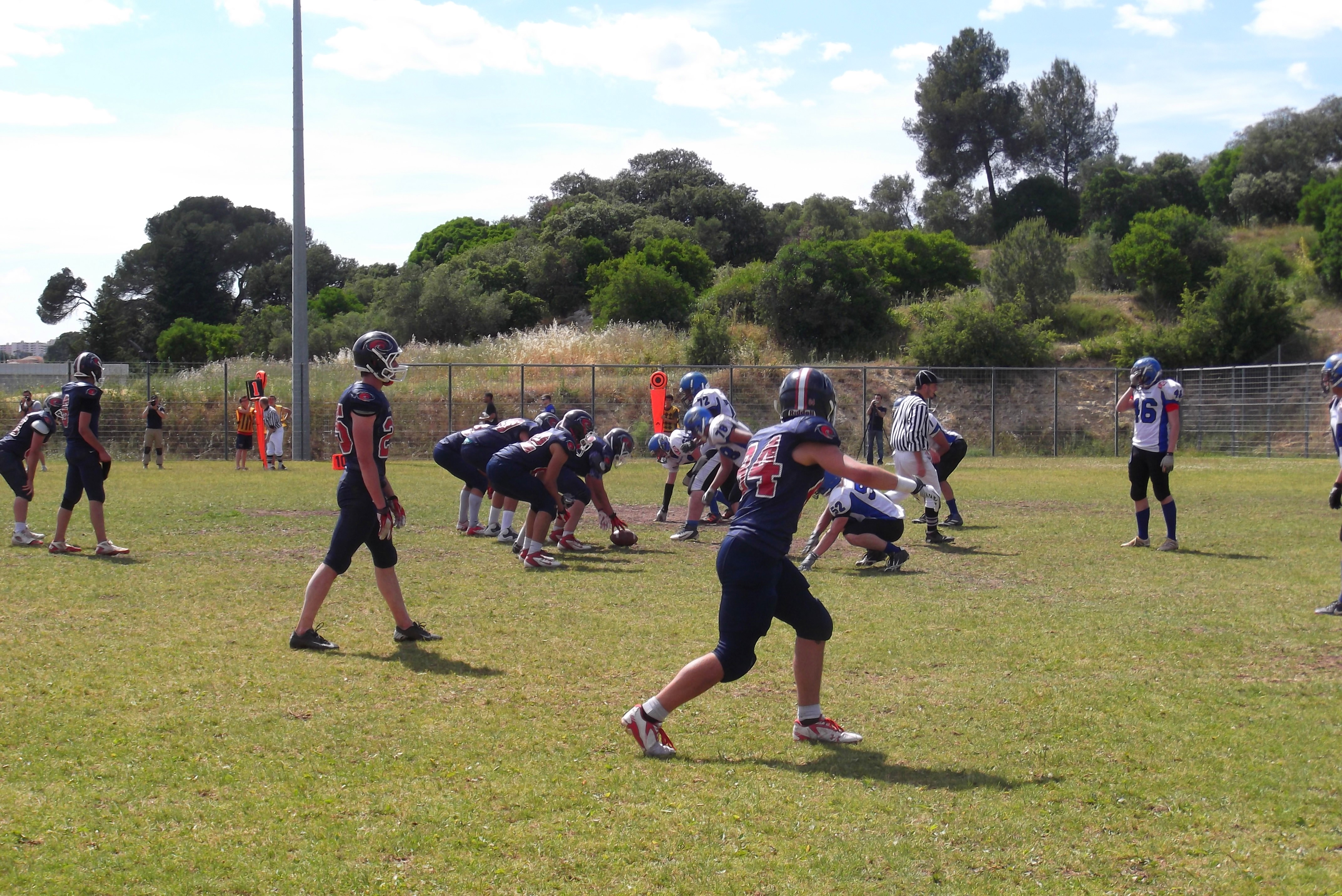
Hurricanes Montpellier contre les Sharks de Valence (finale Conférence Sud juniors 2013).
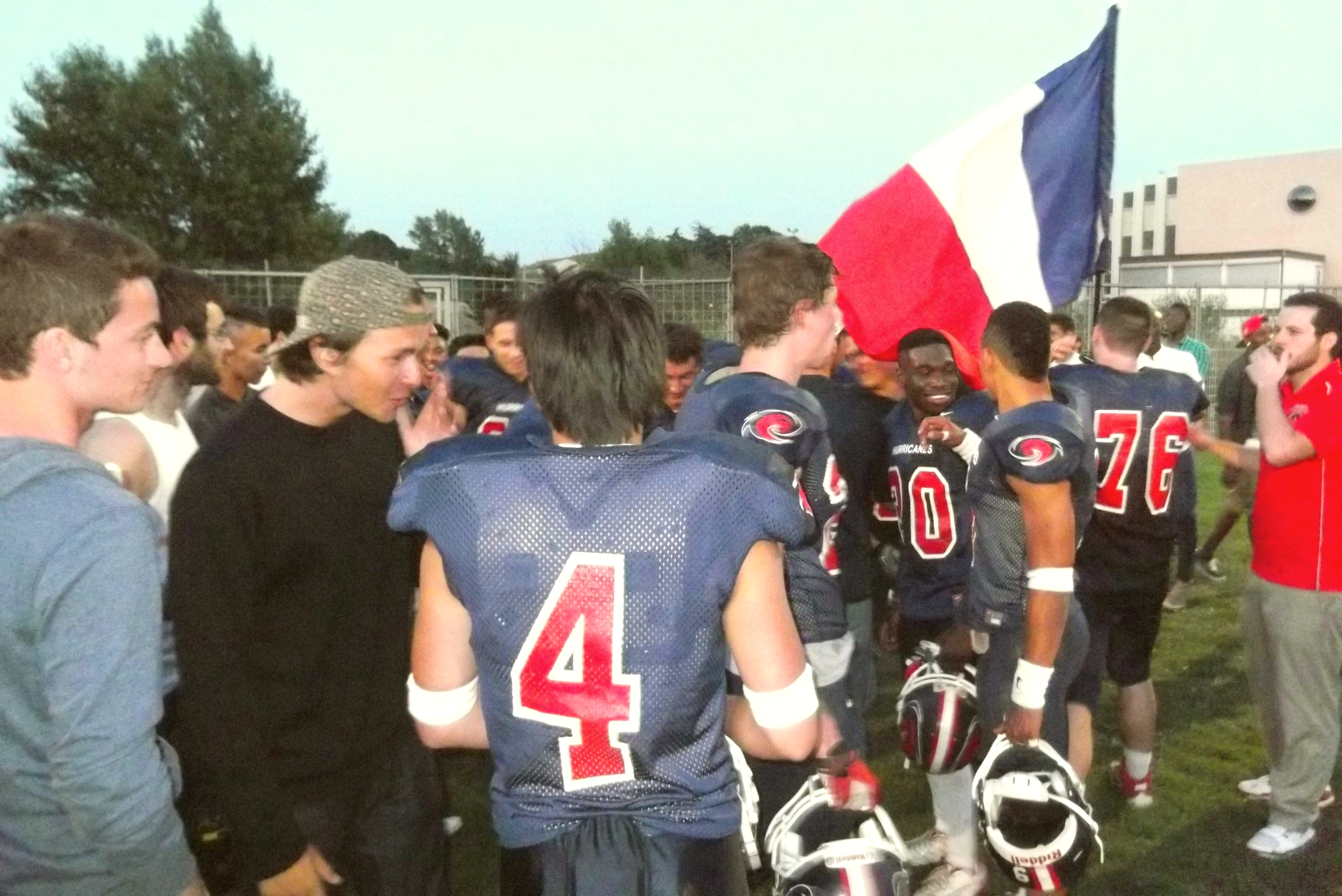
Hurricanes champions de France juniors 2013 (victoire en finale contre les Chevaliers d'Orléans).
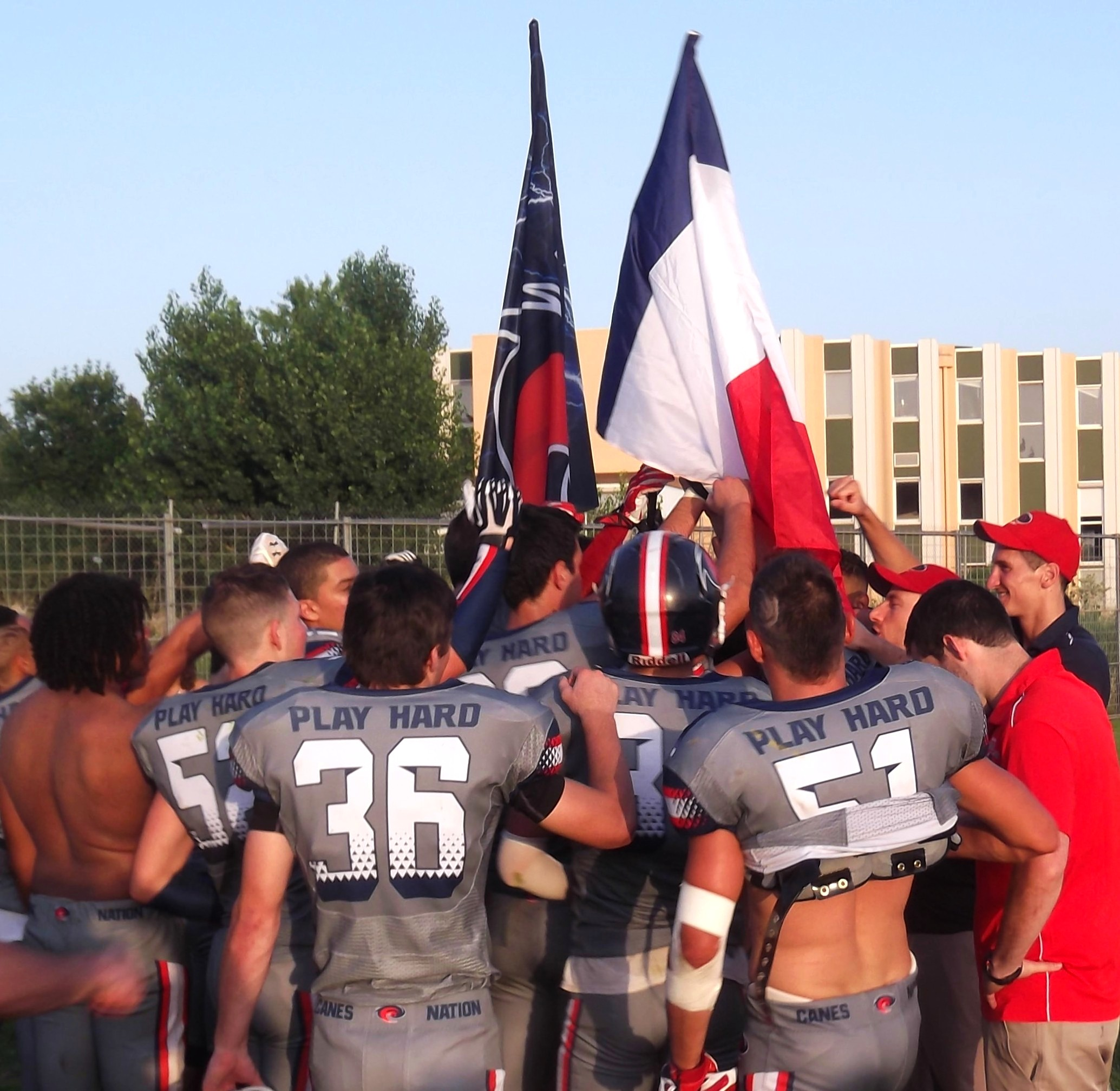
Hurricanes Montpellier J9 champions de France juniors 2014 (victoire en finale contre les Vikings de Villeneuve d'Ascq).